# Czarna kawa
Czarna kawa (ang. Black Coffee) – sztuka teatralna napisana przez Agathę Christie w 1934, przerobiona na powieść przez Charlesa Osborne’a. Pojawia się w niej znany detektyw, Herkules Poirot wraz ze swoim przyjacielem, kapitanem Hastingsem.
Polskie tłumaczenie autorstwa Beaty Chądzyńskiej ukazało się nakładem wydawnictwa Prószyński i S-ka w 1999 i 2002 roku (w serii Biblioteczka Konesera) oraz nakładem Wydawnictwa Dolnośląskiego w 2004 roku.

## Fabuła
Sir Claud Amory, światowej sławy naukowiec, opracowuje wzór na nowy, śmiercionośny materiał wybuchowy. Przekonany, że ktoś z domowników próbuje wykraść ten wzór, wzywa na pomoc Herkulesa Poirota. Słynny detektyw przybywa za późno: koperta ze wzorem ginie, a sir Claud zostaje otruty. Trwa śledztwo, podejrzewane są po kolei inne osoby (syn, synowa, siostra oraz włoski lekarz). Jedną z podejrzanych jest synowa zmarłego, młoda i piękna Lucia, z pochodzenia Włoszka. Okazuje się, że zabójcą jest bliski współpracownik Clauda, jego prawa ręka Edward Raynor, który wpada w zasadzkę uknutą przez detektywa i policję.